# نیوانس
نیوانس (انگلیسی: Nuance Communications) شرکت نرم‌افزاری آمریکایی است، که در سال ۱۹۹۲ تأسیس شد.